# Luminisme aux Pays-Bas

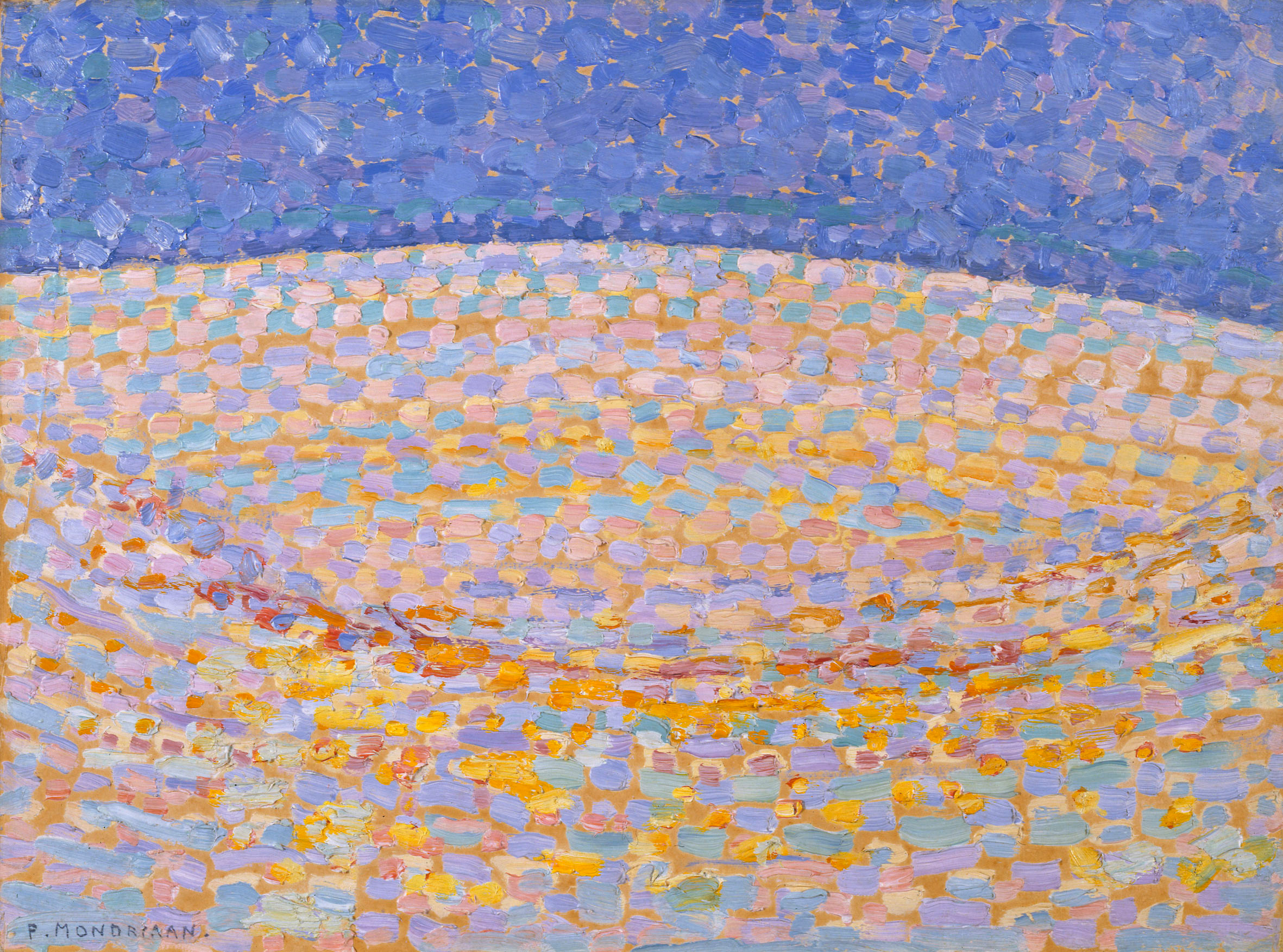
Dune III par Piet Mondrian

Le luminisme est un terme employé aux Pays-Bas pour définir, dès 1908, le travail de pointillisme des peintres hollandais Jan Toorop, Jan Sluijters, Leo Gestel (nl) et Piet Mondrian. Les modèles luministes belges et néerlandais ont peu de choses en commun : Le travail d'Émile Claus est tout près de celui des grands impressionnistes français, particulièrement Claude Monet, tandis que le luminisme hollandais, caractérisé par l'utilisation d'une grande gamme de couleur, est plus proche du fauvisme.